# Good for Your Soul
Good for Your Soul — третий студийный альбом нью-вейв-группы Oingo Boingo, выпущенный в 1983 году. Спродюсированный Робертом Маргулеффом он стал последним альбомом группы, выпущенном на A&M Records.

## Композиции
Песня «No Spill Blood» была вдохновлена романом Герберта Уэллса «Остров доктора Моро» и, кажется, напрямую цитирует экранизацию этого романа Эрла Кентона 1932 года, «Остров потерянных душ». В этой истории безумный учёный доктор Моро проводил операции над дикими животными, чтобы сделать их более человечными и способными выполнять чёрную работу. Когда звери вели себя неподобающим образом, доктор Моро бил хлыстом и бросал вызов животным. В фильме это принимает форму ектении:
Доктор Моро: Каков закон?
Глашатай закона: Не есть мяса — это закон. Разве мы не люди?
Звери (в унисон): Разве мы не люди?
Доктор Моро: Каков закон?
Глашатай закона:Не ходить на четвереньках — это закон. Разве мы не люди?
Звери (в унисон): Разве мы не люди?
Доктор Моро: Каков закон?
Глашатай закона:Не проливать кровь — это закон. Разве мы не люди?
Звери (в унисон): Разве мы не люди?
Инструментальный трек «Cry of the Vatos», названный в честь барабанщика Джонни «Ватоса» Эрнандеса, содержит замаскированное сообщение, в шутку пропагандирующее христианство своим слушателям.
«Wake Up (It’s 1984)» основана на романе Джорджа Оруэлла «1984». Музыкальное видео группы, исполняющей эту песню, было показано 1 января 1984 года в шоу «Доброе утро, мистер Оруэлл».

## Производство
Несколько песен были записаны, но вырезаны из последнего альбома и так и не вышли, а именно «All The Pieces» и «Waiting For You». Ещё две записанные песни, «Lightning» и «Cool City», были выпущены на следующем альбоме So-Lo в 1984 году. Многие дополнительные песни были записаны для этого альбома в демо, но не дошли до студийных сессий. В частности это включало «Lost Like This», появившееся много лет спустя на альбоме 1994 года Boingo в новой оркестровой аранжировке.

## Продвижение
Музыкальное видео, сопровождающее «Nothing Bad Ever Happens», изображает выступление группы на райском острове; Эльфман появляется перед телевизором, не подозревая, что его дом грабят за его спиной, ссылаясь на текст первого куплета. Он заканчивает принимать ванну, прежде чем ванна загорается, и замечает гитариста Стива Бартека, которого несут по улице линчеватели, но решает проигнорировать. Видео заканчивается тем, что Эльфман подает поющие отрубленные головы из роговой секции группы трем посетителям высшего класса, которые сначала кажутся шокированными, но, тем не менее, продолжают есть. Затем на райский остров из начала видео попадает ядерная бомба, пока группа продолжает играть. В 1986 году Эльфман сказал о песне и видео: «Это о ком-то, кто предпочитает игнорировать проблемы своих соседей и не вмешиваться, но на самом деле речь идет о вовлечении … Мы не можем жить, как страусы».

## Отзывы критиков
Ира А. Роббинс из Trouser Press похвалила Good for Your Soul, в частности продюсера Роберта Маргулеффа за то, что он дал группе «обтекаемую и мощную атаку», назвав «Wake Up (It’s 1984)» и «Who Do You Want to Be» самыми воодушевляющими и увлекательными вещами, которые когда-либо делала группа ". В ретроспективном обзоре Стивен Макдональд из AllMusic дал альбому две звезды из пяти, назвав его «недооценённым», но оплакивая его «непоследовательность».

## Наследие
«Who Do You Want to Be» входит в саундтрек к фильмам «Мальчишник» (1984) и «Волчонок 2» (1987).
В 2005 году песня вошла в саундтрек к видеоиграм Tony Hawk's American Wasteland и Tony Hawk's American Sk8land Nintendo DS. Однако обе игры содержат перезапись Boingo Alive 1988 года, а не оригинальную версию этого альбома.
В 2021 году Rubellan Remasters объявили, что переиздают Good for Your Soul как на цветном виниле, так и на компакт-диске, причем последний будет расширенным изданием с бонус-треками.

## Список композиций
Слова и музыка всех песен — Дэнни Эльфмана.
| №                   | Название                | Длительность |
| ------------------- | ----------------------- | ------------ |
| 1.                  | «Who Do You Want to Be» | 3:31         |
| 2.                  | «Good for Your Soul»    | 3:16         |
| 3.                  | «No Spill Blood»        | 3:42         |
| 4.                  | «Cry of the Vatos»      | 2:21         |
| 5.                  | «Fill the Void»         | 3:42         |
| 6.                  | «Sweat»                 | 4:31         |
| Общая длительность: | Общая длительность:     | 41:42        |

| №   | Название                   | Длительность |
| --- | -------------------------- | ------------ |
| 7.  | «Nothing Bad Ever Happens» | 3:45         |
| 8.  | «Wake Up (It's 1984)»      | 4:44         |
| 9.  | «Dead or Alive»            | 4:04         |
| 10. | «Pictures of You»          | 4:03         |
| 11. | «Little Guns»              | 3:42         |

### Бонус-треки на CD 2021 года
| №   | Название                               | Длительность |
| --- | -------------------------------------- | ------------ |
| 12. | «Bachelor Party»                       | 3:49         |
| 13. | «Something Isn't Right»                | 3:42         |
| 14. | «Wake Up (It's 1984) (Single Version)» | 3:00         |

## Участники записи
Oingo Boingo
- Дэнни Эльфман — вокал, ритм-гитара
- Стив Бартек — соло-гитара
- Риббс[англ.] — клавишные
- Керри Хэтч — бас-гитара, бас-синтезатор
- Джонни «Ватос» Эрнандес — ударные
- Сэм «Слагго» Фиппс[англ.] — ведущий тенор-саксофон, кларнет, соло валторны
- Леон Шнайдерман — баритон-саксофон, альт-саксофон, оригинальные инструменты
- Дейл Тёрнер[англ.] — труба, тромбон, соло-валторны

Дополнительные музыканты
- Майлз Андерсон — дополнительные валторны («Cry of the Vatos», «Dead or Alive», «Wake Up (It’s 1984)»)
- Марио Гварнери — дополнительные валторны («Cry of the Vatos», «Dead or Alive», «Wake Up (It’s 1984)»)
- Джимми Вуд — губная гармошка («Sweat»)
- Марко Бабино — бэк-вокал («Dead or Alive», «No Spill Blood»)
- Майк Гормли — бэк-вокал («Dead or Alive», «No Spill Blood»)

Технический персонал
- Роберт Маргулефф[англ.] — продюсер
- Говард Сигел — звукоинженер
- Стив Макмиллиан — экстраординарный помощник звукоинженера
- Стивен Маркуссен — мастеринг
- Стив Бартек — аранжировки валторны
- Даррон Крей — помощь студии
- Лаура Энгель — руководитель производства
- Линн Робб — арт-директор
- Лейн Смит — иллюстрация передней обложки
- Георганн Дин — иллюстрация задней обложки
- Фрэнсис Делия — фотография внутреннего конверта обложки